# トインビー・タイル

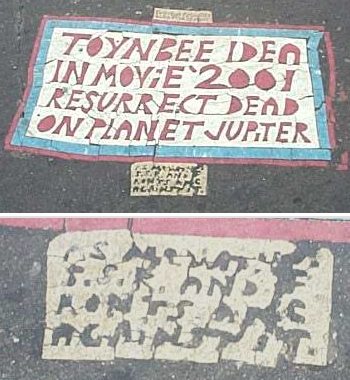
上：ワシントンD.C.のダウンタウンで発見されたカラフルで大きなトインビー・タイル。
下：上の写真のタイルの下にある小さなタイルのクローズアップ。"As media U.S.S.R. and Fronts are against it."（メディアとしてのU.S.S.R.やFrontsはそれに反対している）と書かれている。

トインビー・タイル（英語: Toynbee tile）は、アメリカ各地や南アメリカの路上で発見された、出所不明のタイルである。アメリカの主要都市約20か所と南米の4都市で、アスファルトに埋め込まれた状態で発見された。1980年代以降、数百枚のタイルが発見されている。タイルは、アメリカのナンバープレート程度の大きさ（約30×15センチメートル）だが、中にはかなり大きいものもある。これらのタイルには、以下のような文言が書かれている。
TOYNBEE IDEA

IN MOViE '2001

RESURRECT DEAD

ON PLANET JUPiTER
（日本語訳）
キューブリックの 2001 における トインビーのアイディアは死者を木星上で蘇らせる
凝ったデザインのタイルもあり、政治的なメッセージが書かれていたり、自分で同じようなタイルを作って設置しようと呼びかけているものもある。タイルの素材は当初不明だったが、主にアスファルトのひび割れ補修材とリノリウムを混ぜたものではないかと考えられるようになった。タイルに関する記事が出始めたのは1990年代半ばであるが、1980年代半ばには文献が出始めていた可能性もある。

## 歴史
トインビー・タイルは1980年代後半に初めて撮影され、1994年の『ボルチモア・サン』紙においてメディアで初めて言及された。1983年に『フィラデルフィア・インクワイアラー』紙に寄せられた手紙では、タイルで言及されているものと似たテーマ（木星での死者の復活、スタンリー・キューブリック、アーノルド・J・トインビーなど）のフィラデルフィアを拠点とするキャンペーンについて言及されているが、タイルについては言及されていない。
アメリカでは、西はミズーリ州カンザスシティ、北はマサチューセッツ州ボストン、南はバージニア州リッチモンドまでで、タイルが目撃されている。2002年以降、ペンシルベニア州フィラデルフィア近郊以外では、オリジナルのアーティストの作品と思われる新しいタイルはほとんど現れていないが、2006年にはコネチカット州郊外で、2007年にはニュージャージー州エジソンで、注目すべき目撃例があった。模倣者によるタイルと思われるものは、インディアナ州ノーブルズビル、ニューヨーク州バッファロー、カリフォルニア州サンフランシスコ、オレゴン州ポートランド、ニューメキシコ州ロズウェルのほか、1997年にはミシガン州デトロイトで、2013年にはオクラホマ州タルサで目撃されている。オリジナルのアーティストの作品とされる古いタイルの多くは、そこを通る自動車等によって摩耗しているが、2011年現在、ペンシルベニア州ピッツバーグ、ミズーリ州セントルイス、オハイオ州シンシナティ、オハイオ州クリーブランド、南アメリカなどに古いタイルが残っている。
2013年6月19日、カンザス州トピカの路上にトインビー・タイルを模したタイルが出現した。これは翌日の夕方には撤去された。それから1か月も経たない2013年7月17日、ユタ州ソルトレイクシティの路上にトインビー・タイルを模したタイルが出現した。
新しいタイルは、州間高速道路95号線やデラウェア郡の州間高速道路476号線など、ペンシルベニア州のいくつかの主要な高速道路に埋め込まれている。2007年と2008年には、ペンシルベニア州デラウェア郡ドレクセル・ヒルを起点とする国道1号線北行きでも6枚以上のプレートが発見された。このプレートはオリジナルよりはるかに大きく、赤いイタリック体で書かれている。

## 解釈

### 関連する人物や事物

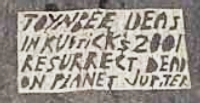
一般的に、1つの都市には、数枚の大きくてカラフルなタイルと、この写真のような、多数の小さくてシンプルなタイルが設置される。この写真はホワイトハウスの近くで発見されたもの。

トインビー・タイルに関するドキュメンタリー映画において、芸術家のジャスティン・デュールは、"Toynbee"は20世紀のイギリスの歴史家アーノルド・J・トインビーを指し、"Movie '2001"は、スタンリー・キューブリックが共同で脚本・監督を務めた、木星への有人飛行を描いた1968年の映画『2001年宇宙の旅』を指していると仮定している。かつて存在したこのタイルに関するWebサイト"toynbee.net"では、"Toynbee"はレイ・ブラッドベリの短編小説"The Toynbee Convector"を指しているという説を紹介していた。
大半のタイルには冒頭部に掲げたような文章が書かれているが、すぐ近くに別のメッセージが書かれたタイルがあることも多い。その中には、新聞社（ナイト・リダー社の新聞王ジョン・S・ナイトなど）、アメリカ政府、ソ連（ソ連崩壊後数年経ってから作られたと思われるタイルも含む）、そして「乱暴なユダヤ人」(hellion Jews)の間で行われている大規模な陰謀を暗示するものもある。
かつてチリのサンティアゴにあったというタイルには、"2624 S. 7th Philadelphia, Pennsylvania"（ペンシルベニア州フィラデルフィア7番街南2624番地）という住所が書かれていた。この住所の現在の住人はこのタイルについて何も知らず、尋ねられても困るという。この住所は、2011年に公開されたトインビー・タイルに関するドキュメンタリー映画"Resurrect Dead: The Mystery of the Toynbee Tiles"において、トインビー・タイルの製作者と推定された人物の旧居があった場所とされている。トインビー・タイルの愛好家たちは、このタイルがフィラデルフィア市内に多数出現していること、明らかに古いものであること、様々な彫刻スタイルがあること、「タイル制作者の叫び」があること、サンティアゴのタイルにフィラデルフィアの住所があることなどから、フィラデルフィア出身の人がトインビー・タイルを制作したと考えている。

### 有り得る解釈

#### トインビーのアイデア
2006年にフィラデルフィアのトインビー・タイル研究者が発見したとされるタイルの設置者が書いた手紙によると、「トインビーのアイデア」は、アーノルド・J・トインビーの著書"Experiences"の次の一節に由来するという
。
人間の本質〔nature〕は人間の心〔mind〕に、いまだ解かれざる、そして今後もおそらくは解かれえぬであろう謎を投げかけている。私たちにわかるのは、そこまでだ。人間の「魂」と「肉体」という二分法は、経験を通じて与えられるものではない。肉体を持たない生きた人間の魂であったという人などいないし、魂との邂逅を果たした人もない。...現代において宇宙に関する科学的な説明を受け入れている（私がそうであるように頭から信じ込んでいる）人は、死んだはずの生き物が生き返ることが信じられるとはどうしても思えないかもしれない。しかしその信念を受け入れてしまえば、シャーマニズム的な用語法で体外離脱した霊について考えるよりも、キリスト教用語で心身の復活について考えた方が、より「科学的」だと感じることだろう。

#### レイ・ブラッドベリの"The Toynbee Convector"
「トインビーのアイデア」のもう一つの解釈として、SF作家レイ・ブラッドベリの短編小説"The Toynbee Convector"から来ているというものがある。この小説の中のトインビーは、人類が生き残るためには、常に未来に向かって突進し、より良い世界を信じなければならない、手の届く範囲のものを達成するためには、常に現実的に可能な範囲をはるかに超えて目指さなければならない、という考えを持っていた。つまり、人類が生き残るためには、クラークの作品のように木星を植民地化すること、あるいはそれ以上のことを目指すべきだというメッセージなのかもしれない。

#### アーサー・C・クラークの"Jupiter Five"
アーサー・C・クラークの短編小説"Jupiter Five"では、「アーノルド・トインビー」という名前の宇宙船が木星へのミッションに参加するという、『2001年宇宙の旅』と共通する要素が含まれている。

#### デヴィッド・マメットの"4 A.M."
劇作家のデヴィッド・マメットは、このタイルが自身の戯曲へのオマージュであると考えていると語り、「これまでに起こった最も奇妙な出来事」と表現している。1983年の作品 "4 A.M."（1985年の作品集"Goldberg Street: Short Plays and Monologues"所収）では、ラリー・キングをモデルにしたラジオ番組の司会者が、アーノルド・トインビーの著作を基にした映画『2001年宇宙の旅』が木星で生命を再構成する計画を語っていると主張する電話を、せっかちに聞いている。その司会者は、電話をかけてきた人の主張の事実誤認と、彼の計画の論理的な誤りをすぐに指摘する。
2011年に公開されたドキュメンタリー映画"Resurrect Dead: The Mystery of the Toynbee Tiles"の研究者たちは、マメットの戯曲よりも前の証拠をいくつか発見したと主張している。その中には、1980年にこのタイルの作者がラリー・キングのラジオ番組に電話をかけたことも含まれている。また、1983年に『フィラデルフィア・インクワイアラー』紙に掲載された記事を引用し、映画『2001年宇宙の旅』で描かれた木星での死者の蘇生について、地元の男性が「トークショーや新聞に連絡してメッセージを広めた」と述べている。

## 作者
1983年、自称ソーシャルワーカーのジェームズ・モラスコ (James Morasco) という人物が、歴史学者アーノルド・J・トインビーの本を読んで思いついたという「死んだ地球人で木星を植民地化する」という自説を、トークショーや新聞に寄せていた。『フィラデルフィア・インクワイアラー』紙との対談で、モラスコはトインビーの本に死んだ分子を生き返らせる理論が書かれていて、それが後に映画『2001年宇宙の旅』で描かれたと話した。モラスコは、インクワイアラー紙が「木星植民地化組織」(Jupiter colonization organization)と呼ぶ組織を設立していた。
1996年、『カンザス・シティ・スター』紙の編集者ダグ・ウォルグルは、カンザスシティのダウンタウンにある13番街とグランド通りの角でトインビー・タイルを発見した。その7年後に調査したところ、そのタイルはまだ残っていて、1996年に最後に舗装されたことが判明したという。地元警察の刑事は、他の都市のタイルと比較して、「明らかに同じ手で作られている」と感じ、「ムーブメント」とは言っても、制作者は単独であると結論づけた。
2003年、ウォルグルはフィラデルフィアの電話帳に1人だけ載っていた「ジェームズ・モラスコ」という名前の人物の番号に電話をかけ、その男性の妻から、夫はその年の3月に88歳で亡くなったと聞かされた。モラスコの妻はタイルのことを聞かれて、「（夫は）そのことは何も知らなかった」と答えた。ウォルグルは、この人物がタイルの製作者ではないかと疑った。『アクションニュース』は、ジェームズ・ジョセフ・モラスコという男性の未亡人に話を聞き、2003年に87歳で亡くなったフィラデルフィアの大工であることを確認した。彼の妻はこのタイルに見覚えがなく、夫は木星には全く興味がなかったという。仮にモラスコが2003年にどちらかの年齢で亡くなっていたとすると、タイルの多くが設置されたのは彼が70代のときということになる。
2011年に公開されたドキュメンタリー映画"Resurrect Dead: The Mystery of the Toynbee Tiles"の中で、トインビー・タイルの愛好家である芸術家のジャスティン・デュールは、このタイルを一人の人間の作品だと考え、フィラデルフィアに住む引きこもりのセヴェリーノ・"セビー"・ヴェルナ(Severino "Sevy" Verna)の作品だと語っている。デュールは、ヴェルナが「ジェームズ・モラスコ」という名前を偽名として使っていたと考えている。また、ヴェルナの自宅周辺の道路に実験用の小さなタイルが散乱していたり、アマチュア無線家の間で、ヴェルナが短波ラジオで自説のメッセージを流したのではないかと言われていたりした。また、ヴェルナが助手席のない車を運転していたという近所の人のコメントから、デュールは、ヴェルナが車の床に穴を開けてタイルを路上に置いたのではないかと考えた。

## 利用

### 設置
トインビー・タイルの愛好家であるジャスティン・デュールは、かつて設置されたばかりのタイルを見つけて調べたことがあると主張している。この新しいタイルはタール紙に包まれて、早朝の交通量の多い道路に置かれていた。この発見やその他の証拠から、デュールは、自動車が何週間もタイルの上を走り続けることで圧力がかかり、タイルが路面に押し込まれると考えている。やがてタール紙が剥がれ落ち、メッセージが露出する。
トインビー・タイルの愛好家のサイトでは、ピッツバーグで発見されたタイルの報告があり、そこには設置方法が書かれていた。読者はその説明を、「リノリウム、アスファルト接着剤(?)を何層にも重ね、その上に車の車輪が台無しにしないようにタール紙を置き、タール紙に当たる太陽の熱で道路に焼き付ける」と書き写していた。このタイルはピッツバーグ・ヒルトンの近くにあったが、その後、舗装されてしまった。

### 破壊と保存、社会的認知
交通量の多い道路や高速道路のオンオフランプの真ん中にあるタイルは摩耗が早く、再舗装の犠牲になることもあるが、小さいタイルや横断歩道の近くにあるタイルは状態が良い。
これまでに何百枚ものトインビー・タイルが、通常の道路整備の過程で破壊されてきた。シカゴ市当局はこのタイルを「破壊行為」と断定し、「落書きと変わらない」と判断して、見つけたタイルを撤去している。
フィラデルフィアのチェスナット・ストリートが舗装された際には、タイル設置者が「敵」への暴言を吐いたと思われる大きなタイル群が破壊された。1枚のタイルは1996年から破損して読めなくなっている。それは、アルゼンチン・ブエノスアイレスのタルカウアーノ通りとサンタフェ通りの角にある。
トインビー・タイルを保存するための公的または民間の機関は存在しない。多くのタイルは、破壊される前に撮影された写真としてのみ存在している。トインビー・タイルは、『ニューヨーク・タイムズ』紙、『シカゴ・サンタイムズ』紙、『デア・シュピーゲル』オンライン版、NPRなど、アメリカやヨーロッパのメディアで注目されている。2011年、フィラデルフィア在住の映像作家、ジャスティン・デュール、ジョン・フォイ、コリン・スミス、スティーブ・ワイニックの4人が、トインビー・タイルをテーマにした独立系のドキュメンタリー映画"Resurrect Dead: The Mystery of the Toynbee Tiles"（死者は蘇る: トインビー・タイルの謎）を公開した。この作品は、2011年のサンダンス映画祭の米国ドキュメンタリー部門に選出され、フォイは同部門の監督賞を受賞した。
2015年10月現在、フィラデルフィア市当局の道路管理部門は、トインビー・タイルをストリートアートとして認め、「トインビー・タイルのうち1つか2つは、それを除去するための迅速かつ手頃な方法がある場合に限り、保存する」としている。